# Mid West (Australie)
Pour les articles homonymes, voir West.
Ne doit pas être confondu avec Midwest.

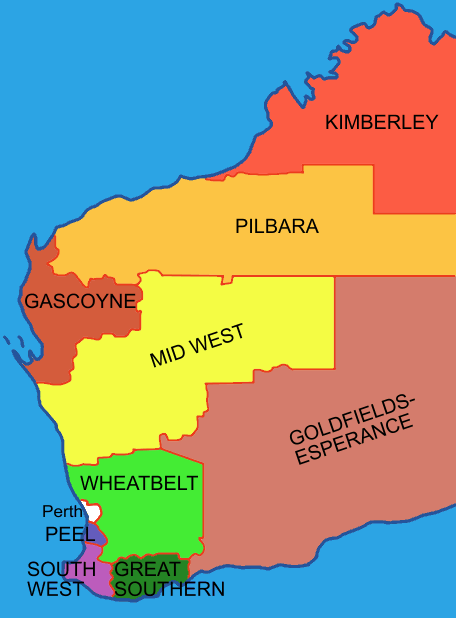
Carte des régions de l'Australie-Occidentale.

Le Mid West est l'une des neuf régions de l'Australie-Occidentale.
Elle est limitée à l'ouest par l'océan Indien et la région de Gascoyne, au nord par le Pilbara, à l'est et au sud-est par la région de Goldfields-Esperance, au sud par la région de Wheatbelt.
Mesurant environ 200 km du nord au sud, 800 km de l'est à l'ouest, la région a une superficie totale de 472 336 km2 et une population d'environ 52 000 personnes.
L'économie de la région varie selon les secteurs et le climat. Sur la côte, l'industrie de la pêche est florissante. Près de la côte, les précipitations atteignent 400 à 500 mm par an et permettent une agriculture intensive. Plus à l'intérieur des terres, les précipitations diminuent à moins de 250 mm par an et l'économie est basée sur l'industrie minière : or, nickel, etc.